# Autonomic Neuroscience: Basic and Clinical
Autonomic Neuroscience: Basic and Clinical es una revista científica revisada por pares que cubre la investigación sobre el sistema nervioso autónomo .Publicada por Elsevier  es la revista oficial de la Sociedad Internacional de Neurociencia Autonómica . Fue establecido por Chandler McCluskey Brooks en 1978 como la Revista del Sistema Nervioso Autónomo y obtuvo su título actual en 2000. Desde 1985,  y durante muchos años a partir de entonces, el editor en jefe fue Geoffrey Burnstock ( UCL Medical School ), a quien sucedió Roy Freeman .
La revista está resumida e indexada por MEDLINE / PubMed . Según Journal Citation Reports , la revista tiene un factor de impacto en 2018 de 2.247. Según Elsevier , tiene un factor de impacto de 3.145 en 2020

## Métricas de revista
2022
- Web of Science Group : 3,145
- Índice h de Google Scholar: 86
- Scopus: 2.185